# Eumops
Genre
Eumops est un genre de chauve-souris appelées chauves-souris-dogues.

## Liste des espèces
- Eumops auripendulus (Shaw, 1800)
- Eumops bonariensis (Peters, 1874)
- Eumops chiribaya Medina, Gregorin, Zeballos, Zamora and Moras, 2014
- Eumops dabbenei Thomas, 1914
- Eumops delticus Thomas, 1923
- Eumops ferox (Gundlach, 1861)
- Eumops floridanus (G. M. Allen, 1932)
- Eumops glaucinus (Wagner, 1843)
- Eumops hansae Sanborn, 1932
- Eumops maurus (Thomas, 1901)
- Eumops nanus (Miller, 1900)
- Eumops patagonicus Thomas, 1924
- Eumops perotis (Schinz, 1821)
- Eumops trumbulli (Thomas, 1901)
- Eumops underwoodi Goodwin, 1940
- Eumops wilsoni Baker, McDonough, Swier, Larsen, Carrera and Ammerman, 2009